# M-Pesa
M-Pesa (M pour mobile et pesa, argent en swahili) est un système de microfinancement et de transfert d'argent par téléphone mobile, lancé en 2007 par Vodafone pour Safaricom et Vodacom, les deux plus grands opérateurs de téléphonie mobile au Kenya et en Tanzanie. Il s'est, depuis, étendu à l'Afghanistan, la RD Congo, l'Afrique du Sud, l'Inde et, en 2014, l'Europe de l'Est. M-Pesa permet aux utilisateurs en possession d'une carte d'identité ou d'un passeport de déposer, retirer et transférer aisément de l'argent grâce à un appareil mobile de type téléphone portable.
Ce service permet aux utilisateurs de déposer de l’argent sur un compte stocké sur leur téléphone portable, et d'en envoyer en utilisant un numéro d'identification personnel (PIN) et un SMS sécurisé. Cela permet de payer des biens et des services et de réclamer des versements réguliers. Les usagers se voient prélever une petite commission lorsqu'ils envoient ou retirent de l'argent avec le système. M-Pesa est un opérateur financier ne relevant pas de la branche bancaire ; les clients de M-Pesa peuvent retirer et déposer de l'argent auprès d'un réseau d'agents revendeurs de crédit téléphonique et de points de vente agissant comme des intermédiaires bancaires.
M-Pesa s'est développé rapidement et, en 2010, est devenu le service financier par téléphone portable ayant le mieux réussi dans les pays en développement. En 2012, environ 17 millions de comptes M-Pesa avaient été enregistrés au Kenya. Ce service a été louangé pour avoir permis l'accès de millions de personnes au système financier « formel » (par opposition au secteur informel), ; cela a aussi contribué à réduire la criminalité dans des sociétés largement basées sur les échanges d'argent liquide.

## Histoire
En 2002, des chercheurs de Gamos (organisation britannique d'aide au développement) et de la Commonwealth Telecommunications Organisation (partenariat interétatique dans le domaine des télécommunications), fondé par le Department for International Development UK (DFID), ont rapporté qu'en Ouganda, Botswana et Ghana, les gens utilisaient spontanément leurs crédits de télécommunication à des fins de transfert d'argent. Ils transféraient des crédits de communication à leurs amis et relations qui pouvaient ainsi s'en servir ou les revendre. Les chercheurs de Gamos approchèrent MCel (appartenant désormais à MTN Group), un opérateur téléphonique du Mozambique, lequel, en 2003, introduisit le premier système légal d'échange de crédit de temps de télécommunication, un système précurseur de M-Pesa. L'idée fut examinée par la Commission pour l'Afrique (en) (une initiative du gouvernement britannique pour soutenir des projets de développement, créée en 2004) et le DFID fit se rapprocher les chercheurs et Vodafone, qui avait envisagé de supporter du microfinancement et des services bancaires utilisant le téléphone portable. S. Batchelor, de Gamos et N. Hugues, de Vodafone, discutèrent de la manière dont un système de transfert d'argent pourrait être créé au Kenya. Le DFID modifia son programme de subventions à Vodafone et le projet démarra en 2005. En avril 2007, à la suite d'un projet de développement informatique au Kenya, Safaricom lança un service de paiement et de transfert d'argent, adapté aux terminaux mobiles, nommé M-Pesa.
Le travail initial de développement du produit fut confié à l'entreprise Sagentia. Le développement et les services de support furent, en septembre 2009, transférés à IBM, qui accueillit la majeure partie de l'équipe d'origine de Sagentia.

### Concept
Le concept initial de M-Pesa était de créer un service qui permettrait aux emprunteurs de microfinance de contracter et rembourser facilement des prêts auprès du réseau de revendeurs de crédits de communication de Safaricom. Cela permettrait aux institutions de microfinance d'offrir des taux compétitifs à des coûts inférieurs aux transactions en liquide. Les utilisateurs du service pourraient aussi être mieux à même de suivre et gérer leurs finances. Lorsque le service fut mis à l'essai, les clients l'utilisèrent pour de multiples usages, ce qui entraîna quelques complications avec Faulu Microfinance Bank Limited, le partenaire en matière de microfinance. Après des discussions entre les parties prenantes, M-Pesa fut recentré et relancé avec une nouvelle orientation : le transfert d'argent domestique dans le pays et la possibilité d'effectuer des paiements.

## Services
M-Pesa est exploité par Safaricom et Vodacom, des opérateurs de réseau mobile virtuels (MVNO) qui ne sont pas considérés comme des établissements de dépôt bancaire, comme le serait une banque. Les clients de M-pesa peuvent déposer et retirer de l'argent auprès du réseau de revendeurs de crédit téléphonique, qui agissent comme des agents bancaires. Le service permet de :
- déposer et retirer de l’argent ;
- transférer de l’argent à d'autres clients ou à des personnes non-clientes ;
- payer des factures ;
- acheter des crédits de communication ;
- transférer de l’argent entre le service M-Pesa et un compte bancaire (dans certains pays seulement, dont le Kenya).

Pour ce dernier point, il s’agit d'un partenariat avec la banque kényane Equity Bank qui a permis de lancer M-Kesho, un service basé sur M-Pesa (sa plateforme et son réseau d'agents), offrant des services bancaires plus étendus tels que des comptes rémunérés, des prêts et des assurances.
L'interface utilisateur pour M-Pesa diffère entre Safaricom au Kenya et Vodacom en Tanzanie, alors que la plateforme technologique sous-jacente est la même. Tandis que Safaricom utilise la technologie SIM pour accéder aux services, Vodacom s'appuie sur la technologie USSD.

## Coûts
Les coûts liés aux transactions varient de 66 % à 0,16 % selon les utilisateurs et les montants :
- jusqu'à 66 % de la valeur de la transaction pour un transfert vers un utilisateur non enregistré ;
- jusqu'à 30 % de la valeur de la transaction pour un transfert vers un utilisateur enregistré ;
- le taux de transfert le plus bas est de 0,16 % vers un utilisateur enregistré pour 70 000 KES (env. 765 US$, 674 €) ;
- le coût pour retirer de l'argent auprès d'un agent M-Pesa est au maximum de 20 % du montant de la transaction, minimum 0.47%.

## Marchés

### Kenya

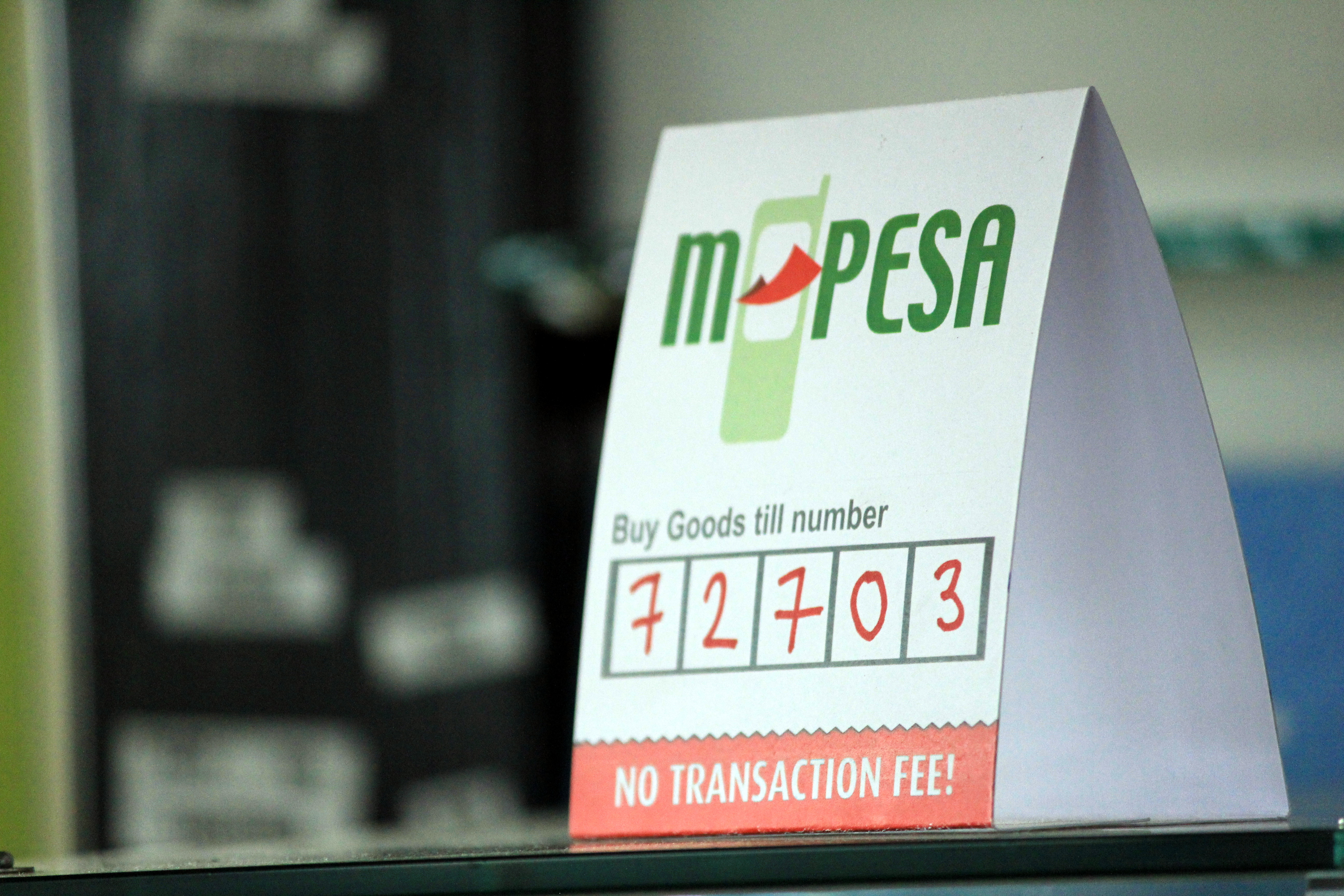
Numéro de paiement M-Pesa dans un café kényan.

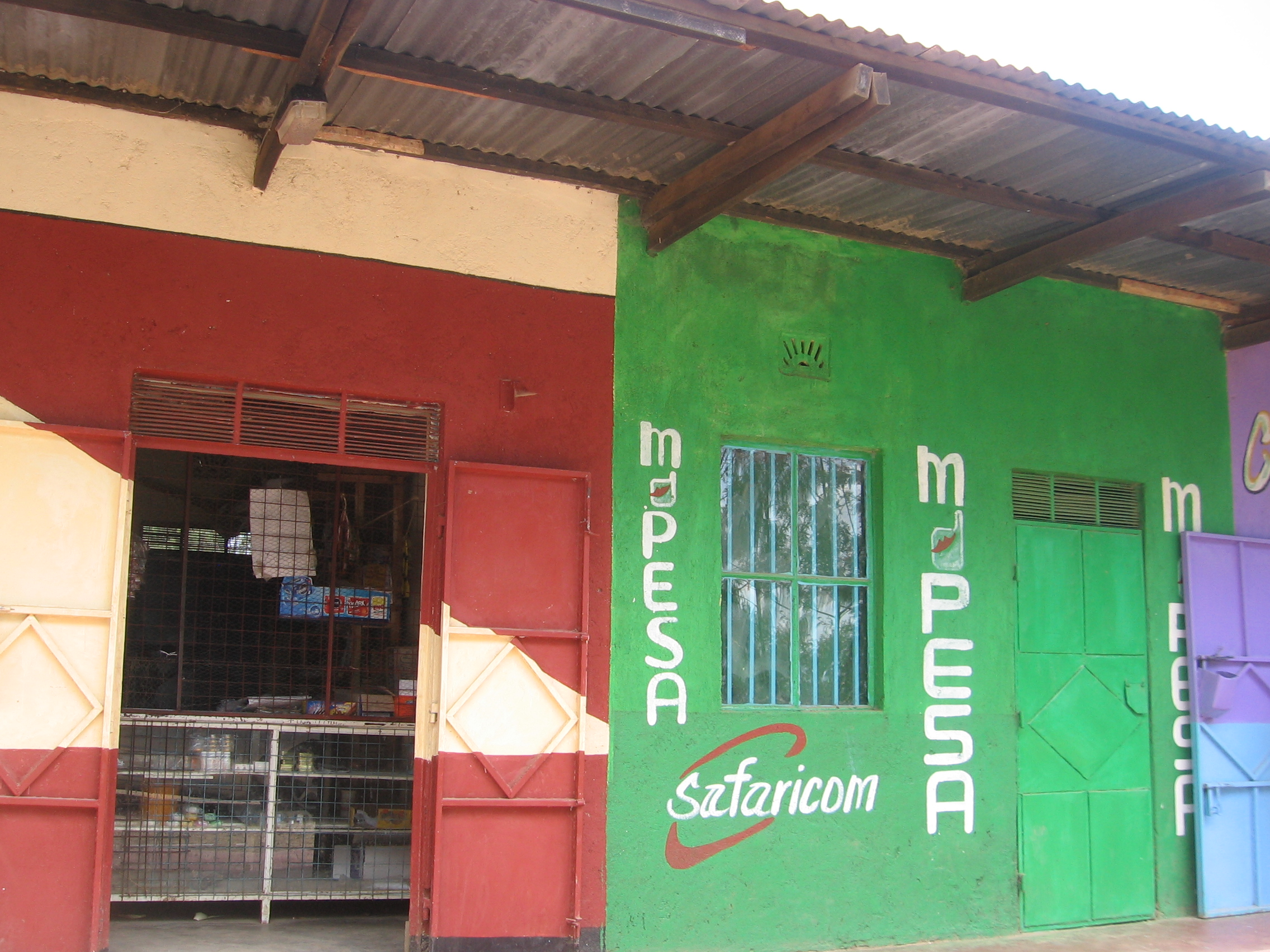
Kiosque M-Pesa au Kenya.

M-Pesa fut d'abord lancé par l'opérateur mobile kényan Safaricom, dont Vodafone était un actionnaire minoritaire (à 40 %), en mars 2007. M-Pesa capta rapidement une part significative du marché des transferts d'argent et crût jusqu'à obtenir, en décembre 2011, 17 millions de clients pour le seul Kenya.
La croissance du service força les institutions bancaires à prendre en compte la nouvelle entreprise. En décembre 2008, un groupe de banques aurait fait pression sur le ministère des finances kényan, dans une volonté de, au minimum, ralentir sa croissance. La tentative échoua, car l'audit montra que le service était « robuste ». À ce jour, le banking act ne propose pas les bases permettant de réguler les produits proposés par des acteurs non bancaires, dont M-Pesa est un des plus spectaculaires représentants. En novembre 2014, les transactions de M-Pesa pour les onze premiers mois de 2014 ont été évaluées à 2 100 milliards KES, en croissance de 28 % par rapport à 2013, ce qui représente presque la moitié du PIB du pays.
Le German Academic Exchange Service relate que la banque centrale du Kenya annonce que l'équivalent d'un milliard de CHF a été transféré en 2014, donnant un profit de 268 millions de CHF à la société mère de M-Pesa, proche de 27 % de la somme totale transférée.
Le succès repose notamment sur le réseau d'agents qui forme un maillage serré de 60 000 petits commerces pour qui être agent M-Pesa apporte un complément de revenus apprécié.

### Tanzanie
M-Pesa a été lancé en Tanzanie par Vodacom en 2008 mais sa capacité à attirer les clients a été en deçà des attentes. En 2010, la Société financière internationale (une institution de la Banque mondiale) a publié un rapport passant en revue bon nombre de ces questions ; il traitait aussi des changements stratégiques mis en œuvre par Vodacom pour améliorer sa position sur le marché. En mai 2013, M-Pesa en Tanzanie revendique cinq millions d'abonnés.

### Afghanistan
En 2008 Vodafone s'associa avec Roshan, le premier opérateur mobile d'Afghanistan, afin de proposer la déclinaison locale du service. Lorsque le service fut lancé, c'était initialement pour payer le salaire des policiers, fixé à un niveau compétitif par rapport à ce que pouvait gagner un taliban. Peu après que le service ait été lancé, la police nationale afghane découvrit qu'avec l'ancien système de paiement en liquide, 10 % de sa force de travail était composée d'employés fantômes dont les salaires étaient empochés par d'autres. Lorsque ce fut corrigé grâce au nouveau système, nombre de policiers crurent avoir bénéficié d'une augmentation ou être victime d'une erreur car leur salaire avait significativement augmenté. La police se rendit compte qu'avec l'ancien système il avait une telle corruption que les policiers ne connaissaient pas le montant réel de leur salaire.
Le succès fut tel qu'il a été étendu pour permettre des paiements commerciaux limités, des transferts de particulier à particulier et des remboursements de crédit.

### Afrique du Sud
En septembre 2010, Vodacom et Nedbank annoncent le lancement du service en Afrique du Sud, où il était estimé qu'il y avait 13 millions de personnes « économiquement actives » quoi que dépourvues de comptes bancaires. M-Pesa gagna lentement ses parts de marché comparativement aux projections faites par Vodacom qui espérait 10 millions d'utilisateurs en trois ans. En mai 2011, il recensait 100 000 clients. La différence entre les attentes et les performances effectives peut être partiellement attribuée aux différences entre le marché kényan et le marché d'Afrique du Sud, notamment en ce qui concerne les lois de régulation bancaire. Selon le site MoneyWeb, un site sud-africain d'investissement : « un environnement réglementaire sévère concernant l'identification des clients et l'acquisition de points de vente a aggravé les difficultés de l'entreprise, car les réglementations locales sont plus contraignantes que chez leurs homologues africains. Le manque d'éducation et de compréhension du produit ont entravé les efforts de développement de celui-ci. »
En juin 2011, Vodacom et Nedbank lancent une campagne de repositionnement de M-Pesa, ciblant les clients ayant un haut niveau de vie (LSM, Living Standard Measures.

### Inde
M-Pesa a été lancé en Inde, en étroit partenariat avec la banque HDFC. Le développement de la banque a commencé dès 2008. Le service est proposé dans une zone géographique limitée de l'Inde. Vodafone India avait un accord de partenariat avec HDFC ainsi qu'avec la banque ICICI. ICICI lance le service M-Pesa le 18 avril 2013. Vodafone a créé une filiale nommée Vodafone M-Pesa limited, sous la direction de Vivek Mathur et Sunil Sood. Vodafone envisage de déployer ce service à travers toute l'Inde.
L'utilisateur doit payer 100 roupies dont 25 seront reversées sur son compte. Des frais sont perçus pour chaque transaction M-Pesa et des recharges pré-payées peuvent être obtenues gratuitement via M-Pesa,.

### Europe de l'Est
En mars 2014, M-Pesa s'étend en Roumanie, et il est indiqué le déploiement continuera en Europe de l'Est dans la mesure où il y existe des personnes en possession d'un téléphone portable mais qui ne détiennent pas de compte en banque. Il est cependant peu probable, en mai 2014, qu'il s'étende bientôt à l'Europe de l'Ouest.

### Congo RDC
C'est en 2012 que M-Pesa a été lancé en République démocratique du Congo. Comme tout autre mode de paiement mobile à l'instar d'Orange Money ou encore MTN Mobile Money, M-Pesa permet le paiement des factures ou des paris sportifs, l'achat de crédit ou de forfait mais aussi le dépôt, le retrait ou le transfert d'argent. Ce mode de paiement, développé par Vodacom a pour but de faciliter la vie des Congolais afin que ceux-ci puissent payer directement via leur mobile.
Si le dépôt d'argent sur un compte M-Pesa est gratuit, le transfert d'argent et le retrait sont, eux, soumis à quelques commissions de la part de l'opérateur. En effet, ces frais sont compris entre 0.90% et 17%.

### Autres marchés
M-Pesa s'est déployé au Mozambique, au Lesotho et en Égypte, respectivement en mai, juin et juillet 2013.
La liste complète des pays concernés par M-Pesa peut être trouvée sur le site dédié.

## Régulation et règles KYC
M-Pesa s'est rapproché des autorités de régulation kényanes afin de les tenir au courant de son processus de développement. M-Pesa s’est aussi manifesté auprès des organismes internationaux de réglementation, tels que la Financial Conduct Authority (FCA) britannique et la Payment Card Industry (PCI) pour apprendre comment mieux protéger les informations de ses clients et adopter les bonnes pratiques reconnues au niveau international.
Les exigences de Know your customer (KYC) imposent que les banques collectent et vérifient les documents d'identité de leurs clients. La remise de cartes d'identité par le gouvernement kényan est un levier permettant à M-Pesa de tendre à satisfaire les exigences du KYC.
M-Pesa a obtenu une licence « spéciale » des régulateurs, malgré l'inquiétude des services de réglementation quant au fait que les opérateurs non-bancaires pourraient aggraver l'actuelle instabilité financière.

### Traduction
1. ↑  (en) « A tough regulatory environment with regards to customer registration and the acquisition of outlets also compounded the company's troubles, as the local regulations are more stringent in comparison to our African counterparts. Lack of education and product understanding also hindered efforts in the initial roll out of the product. »

### Crédit d'auteur
- (en) Cet article est partiellement ou en totalité issu de l’article de Wikipédia en anglais intitulé « M-Pesa » (voir la liste des auteurs).